# Ичко Бойчев
Христо (Ичко) Димов Бойчев е български революционер, горноджумайски войвода на Вътрешната македоно-одринска революционна организация.

## Биография

### Образование
Ичко Бойчев е роден през 1882 година в градчето Гумендже, тогава в Османската империя (днес Гумениса, Гърция) в семейство на земеделците Лина и Димо Бойчеви. На 12 години остава кръгъл сирак и израства в бедност. През 1894 година завършва двукласното българско училище в Гумендже, после се премества в Солунската българска мъжка гимназия, където изучава география и история и се запозвана с идеите на Раковски, Левски, Каравелов и Ботев, както и с биографиите на Мацини, Гарибалди, Лафайет, Домбровски. В Солун се включва първо в тайните революционни кръжоци, в които се запонава с делата на Пушкин, Гогол, Толстой и Юго, а после и във Вътрешната македоно-одринска революционна организация.

### Четник на ВМОРО
Поради недостиг на средства напуска гимназията и влиза в четата на ениджевардарския войвода Апостол Петков. Бойчев установява тясна дружба с Апостол и става негов помощник-войвода. С четата на Апостол участва в сраженията по време Илинденско-преображенското въстание. На 5 август 1903 година четата на Апостол и четата на Кръстьо Асенов - общо 250 души - се събират в Корнишор, където в църквата „Свети Николай“ тържествено е осветено бойното знаме. След това четата на Апостол се сражава с аскер и го разбива при Крива. На 12 август хвърлят бомби в казармата в Гюмендже и повеждат сражение със 120 кавалеристи, след което четата се оттегля невредима, а горящата казарма в градчето всява паника сред турците. През септември следват още четири сражения. Три от тях са съвместно с четата на Иванчо Карасулията - при Рамна на 9 септември, десетчасовия Бой при Гъндач на 12 септември и на Гола чука в Паяк на 14 септември. След битката на Гъндач Апостол похвалва Ичко пред четата и казва „животът на този смел революционер ще бъде една красива легенда“.
След потушаване на въстанието Ичко се прехвърля в Кукушката чета, под командата на Христо Чернопеев, обикаляща между Кукушко и Струмишко. През пролетта на 1904 година четата на Чернопеев успява да прочисти района от гръцките андартски чети и турските банди, тероризиращи българското население в района - разгромени са четите на Мехмед бей, на Юсеин ефенди и на Ешреф капитан. През юли 1904 година четите на Андон Кьосето и Христо Чернопеев с участието на Ичко Бойчев дават петчасово сражение на османски части при селската река на село Попчево, Струмишко, в което загиват 8 четници и 20 османци. През септември 1904 година Бойчев участва в бомбения атентат на железопътния мост при село Аматово, който респектира андартските чети в района.

### Войвода на ВМОРО
След въстанието Бойчев остава встрани от развихрилите се вътрешноорганизационни борби и разделения. На 29 юли 1905 година е делегат на окръжния конгрес на Серския революционен окръг в местността Белемето, а в средата на август 1905 година е избран за горноджумайски войвода, Бойчев поема поста горноджумайски войвода към средата на август 1905 година, като действа по левия бряг на Струма, докато Петър Китанов действа по десния. Остава горноджумайски войвода до легализацията на дейците на ВМОРО след Младотурската революция в 1908 година.
Основна задача пред Бойчев като околийски войвода е да повдига революционния дух на населението и да масовизира революционното движения. С въвеждането на нови форми и методи на агитация успява да спечели нови привърженици за организацията. Бойчев води редица сражения с турския аскер и башибозук. Четата на Ичко Бойчев е предадена заедно с тази на Яне Сандански при село Марулево от един бакалин цинцарин. След престрелка с аскера през нощта и двете чети успяват да се измъкнат. Подобно на много войводи на ВМОРО и Бойчев напълно изземва от властите правораздавателната дейност в Горноджумайско, като решава дори и спорове между турци. Четата му се справя с циганите разбойници, вилнеещи в района, като Бойчев лично ликвидира зулумаджията Чауш Али в кръчма в Кочериново, на българска територия и след тази показна екзекуция зулумите в района утихват. Бойчев дава и много сражения на турски потери и авторитетът на войводата се покачва. Тъй като районът му е граничен, Бойчев се занимава и с прехвърлянето на оръжие, хора, чети и провизии за и от Свободна България. Грижи се и за българското църковно и просветно дело в Горноджумайско и не допуска появата на чужди пропаганди. Така например организира построяването на училище в село Хърсово. Бойчев е в добри отношения с ръководството на Серския революционен окръг, към който принадлежи Горноджумайската революционна околия - Яне Сандански, Александър Буйнов, Чудомир Кантарджиев и Димо Хаджидимов. Особено близък е със Сандански, който му става кум и в 1911 година кръстник на сина му Виктор Бойчев. През май 1908 година Бойчев вероятно участва на Банския конгрес на левицата - Серския и Струмишкия революционен окръг - на ВМОРО.
През юли 1908 година Бойчев се легализира заедно с другите дейци на ВМОРО. Войводата слиза в Горна Джумая два дни след обявяването на Хуриета, посрещнат от каймакамина и цялото българско и турско население на града. Войводата лично е оставен да освободи всички затворници в града. Бойчев е назначен за мюдюрин на Кресненската нахия, но продължава да поддържа активни връзки с другите дейци на ВМОРО и още в началото на 1909 година започва да изтъква пред тях, че младотурският режим се превръща в реакционен и призовава към подготовка за връщане към революционната дейност. Бойчев възстановява упражненията по стрелба на селската милиция в селата Падеж, Делвино и Градево.
През пролетта на 1910 година Ичко Бойчев се жени за богатото момиче от Горна Джумая Александра Стоилова, която му ражда 4 деца: Виктор, Бойчо, Венета и Елисавета. Бойчев ръководи създадените чети от излезли в нелегалност селяни вследствие на преследванията на младотурците и постепенно започва да възстановява организационната мрежа в Горноджумайската околия. През март 1911 година новият Централен комитет на ВМОРО изпраща окръжно № 3 до всички дейци и войводи на организацията, с което им нарежда да се противопоставят на антибългарската дейност на правителството. През май 1911 година Бойчев отново е начело на чета на ВМОРО, действаща в Горноджумайско и Малешевско.
Основен метод за борба сега са атентатите, които получават голяма публичност - взривяванията на мостове, железопътни линии, обществени сгради и прочее.

### Войни за национално обединение
В началото на Балканската война четата на Ичко Бойчев действа в авангарда на Седма пехотна рилска дивизия. На 5 и 6 октомври освобождава селата на изток от Горна Джумая - Дъбрава, Бистрица, Марулево и прочее. На 7 октомври четатата на Бойчев заедно с части на Седма дивидия участва в освобождавато на Горна Джумая. На 10 октомври четата на Бойчев в състав 64 души четници и 100 души милиция заема местността Света Петка в Кресненското дефиле и два дни удържа настъплението на няколко хиляди турци откъм Кресна. Пристигналата Седма дивизия отблъсква турските части.
В Междусъюзническата война Бойчев с четата си е в състава на Македоно-одринското опълчение и участва в Брегалнишката битка със сръбските войски при Султан тепе и Говедарци, близо до село Каменица.
След войната Ичко Бойчев е изпратен от члена на Централния комите на ВМОРО Христо Чернопеев да действа в Малешевско. Бойчев оглавява чета от 26 души, с която се опитва да се противопоставя на сръбските денационализаторски политики и контрачети в района. В края на 1914 одина действа в Тиквешко, а през лятото на 1915 година е в Битолския революционен окръг, където дава няколко сериозни сражения на сърбите.
След намесата на България в Първата световна война Ичко Бойчев е зачислен към 11-а македонска дивизия във Валовища, като е произведен в подофицерски чин. Оглавява специален отряд, с който участва в боевете срещу войските на Антантата при Криволак, Гевгели, Дойран, при Битоля в Битката при Завоя на Черна и други до края на войната през септември 1918 година при съглашенческия пробив при Добро поле.

### Междувоенен период
Веднага след Солунското примирие от 29 септември 1918 година, Ичко Бойчев се прибира в Горна Джумая. Там на 5 октомври е назначен за горноджумайски околийски началник. Бойчев успява да заблуди съглашенския командващ, че в града вилнее епидемия и така предотвратява установяването в Горна Джумая на сенегалски окупационни сили.
Ичко Бойчев става член на местното ръководство Спомагателната организация на възстановената от Тодор Александров Вътрешна македонска революционна организация. През 1922 година е назначен за касиер на градското ръководство на ВМРО, но по-късно подава оставка, като протест срещу братоубийствените борби в организацията. След Септемврийското въстание от 1923 година се застъпва за част от пленените въстаници и те са освободени.
Между 1923 и 1928 година е директор на тютюневата кооперация „Бохча“ в Горна Джумая. Пътува няколко пъти до Чехословакия за тютюни, като първото му пътуване е през септември 1924 година и така пропуска Горноджумайските събития.
През 1929 година е избран за общински съветник и помощник-кмет на Кирил Тимчев. През 1933 година отново е избран в градското ръководство на ВМРО. След Деветнадесетомайския преврат в 1934 година Бойчев е интерниран в Стара Загора с няколко свой другари, сред които Йордан Петров Войнов от село Бистрица, Горноджумайско, ръководител на ВМРО в Бистрица и кмет на селото от 1931 до преврата. Ичко Бойчев е подпомаган от местния гарнизонен началник до завръщането си в Горна Джумая през пролетта на 1935 година.
Вече отказал се от политическа дейност, Ичко Бойчев е назначен за председател на ревизионната комисия в Популярната банка, която отпуска пенсии на заслужили революционни дейци. Той самият през лятото на 1939 година получава минимална пенсия.
На 19 февруари 1943 година, като жител на Горна Джумая, подава молба за българска народна пенсия, която е одобрена и пенсията е отпусната от Министерския съвет на Царство България.

### След Деветосептемврийския преврат от 1944 година
След Деветосептемврийския преврат в 1944 година първоначално новата власт се отнася добре с Ичко Бойчев и пенскията му е запазена.
При насилственото македонизиране на населението в Пиринска Македония Ичко Бойчев, заедно с други революционни дейци - Ангел Томов, Павел Делирадев, Христо Ампов и други, се противопостовя на водената от БКП политика. По време на преброяването на населението от 1946 година, при което има директива населението да се пише „македонци“ по народност, Бойчев заявява на преброителите:
| „ | Аз съм македонски българин и не мисля да отричам своята националност пред когото и да било. | “ |

На 1 август 1950 година преди честването на 47-годишнината от Илинденско-преображенското въстание, Ичко Бойчев е насилствено изселен в град Бяла черква, заедно със съпругата си и дъщеря си Елисавета. Завръщат се в Благоевград през 1954 г. след като е отменен изселническият режим. При завръщането му се установява, че жилището му е заето от главния редактор на „Пиринско дело“ Мирчо Юруков. В крайна сметка Бойчев получава обратно жилището си и пенсията му е възстановена.
В спомените си Бойчев пише:
| „ | В моята дългогодишна дейност, като въстаник и четник, околийски началник, кооперативен деятел, помощник-кмет и пр., никога не съм се ръководил от материални и лични интереси. Доколкото силите и възможностите ми са позволявали, аз съм се борил против потисниците и за благото на нашия народ. Винаги съм се стремял да бъда полезен на България и българския народ. Вярвам, че достойно съм изпълнил своя човешки и граждански дълг и моят принос за полза на отечеството не може лесно да се заличи. | “ |

Ичко Бойчев почива на 17 януари 1960 година, като на погребението му се събира голямо множество. Един свещеник се осмелява да отслужи опелото с християнски песнопения и обредни действия.
В Благоевград на името на войводата е наречена улица, издигнат е негов паметник и е открита паметна плоча на мястото, където е била къщата му. Президентът на България Георги Първанов награждава внука на войводата - Христо Григоров, с орден „100 години Илинденско – Преображенско въстание“.